# Тихвинский храм (Осташков)
Церковь Тихвинской Иконы Божией Матери — уничтоженный в советское время православный храм, располагавшийся в городе Осташков Тверской области России.

## Расположение
Храм находился в Знаменском монастыре (сейчас там действует Вознесенский собор). Располагался в восточной части города на берегу озера Селигер, над восточными воротами.

## История
Храм был построен в 1793 году на средства Настасьи Глебовой-Стрешневой, жены покойного камергера Василия Стрешнева. Предположительно, Стрешнева хотела поселиться в монастыре, поскольку в 1785 году рядом началось строительство домика для неё.
Первоначально (в 1783 году) планировалось построить новый храм в приделе Знаменского собора, но потом это посчитали неудобным и выбрали место для строительства над восточными воротами монастыря. Строительство церкви завершилось в 1793 году, после смерти Стрешневой. В том же году церковь была освящена в этом же году епископом Иринеем Тверским.
Тихвинский храм был одноглавым. С западной стороны, при входе в церковь, по углам были построены две деревянные башни с лестницами внутри них, а вокруг храма была устроена деревянная терраса. Церковь была покрыта железом, глава была обита белой жестью.
В 1847 году на пожертвования обветшавший иконостас храма был исправлен, местами вызолочен и украшен новой резьбой. В то же время, башни и террасы были заменены на железные. 8 июня 1868 года храм сильно пострадал от пожара, к 1873 году был восстановлен.
В советское время уничтожен.